# Brás Carneiro Nogueira da Costa e Gama
Brás Carneiro Nogueira da Costa e Gama, segundo visconde e Conde de Baependi (Rio das Flores, 22 de maio de 1812 — 12 de maio de 1887) foi um proprietário rural e político brasileiro.
Foi presidente da província por Pernambuco em 1868, além de deputado provincial, deputado geral (de 1850 a 1864 e de 1869 a 1872) e senador (de 1872 a 1887) pelo Rio de Janeiro, além de presidir Câmara e Senado por diversas vezes.

## Genealogia
Filho de Manuel Jacinto Nogueira da Gama, marquês de Baependi, e de Dona Francisca Mônica Carneiro da Costa. Era irmão de Manuel Jacinto Carneiro da Costa e Gama, barão de Juparanã, e Francisco Nicolau Carneiro Nogueira da Costa e Gama, barão com honras de grandeza de Santa Mônica.
Casou-se aos 22 de outubro de 1834 com sua prima Rosa Mônica Nogueira Vale da Gama, filha da Baronesa de São Mateus, com a qual teve dois filhos: 
1. Manuel Jacinto Nogueira da Gama, que se casou com Ana Pinto Neto da Cruz, filha dos primeiros barões de Carapebus, com descendência.
2. Francisca Jacinta Nogueira da Gama, que se casou com Antônio Dias Coelho Neto dos Reis, conde de Carapebus, filho dos primeiros barões de Carapebus, com descendência.

## Títulos
Grande do Império, foi gentil-homem e fidalgo-cavaleiro. Recebeu os graus de comendador da Imperial Ordem de Cristo e de grande dignitário da Imperial Ordem da Rosa. Recebeu o viscondado com grandeza por decreto de 12 de outubro de 1828 e o condado por decreto de 2 de dezembro de 1858. O título faz referência à cidade mineira de Baependi.